# 旅途愉快
旅途愉快（日文：ボン・ヴォヤージュ）是2001年3月1日於日本千葉縣浦安市舞濱的東京迪士尼渡假區內開張的迪士尼商店，也是日本境內最大的迪士尼主題商店。店內販售東京迪士尼渡假區及「旅途愉快」限定商品。賣場面積995平方公尺。

## 開幕之前
本設施所在地，約4,600m²的三角形土地，當初並沒有明確規劃用途，而經營TDR的Oriental Land(OLC)和日本迪士尼公司也沒有特別關心這塊空地。
當OLC與迪士尼針對周邊地區的開發協議出現爭執時，當時的董事田丸泰（現任執行董事）向當時的社長加賀見俊夫（現任董事長兼CEO）提出在這塊土地上興建東京迪士尼渡假區商品販售設施的提案。這個地方接近東京迪士尼樂園、東京迪士尼海洋兩座迪士尼主題樂園、此外從伊克斯皮兒莉、JR舞濱站徒步即可到達。提案讓加賀見大吃一驚，也由於這個提案，OLC終於促使迪士尼讓步，讓「旅途愉快」得以誕生。

## 與「迪士尼商店」的不同
雖然一般人並不太注意，但本設施並非迪士尼商店(Disney Store)、而是由OLC經營的東京迪士尼渡假區限定商品專賣店。因此店內並未販售一般迪士尼商店的商品。在「迪士尼商店」還是日本華特迪士尼公司直營時，鄰近旅途愉快的「迪士尼商店 東京迪士尼渡假區店」就常與旅途愉快配合進行活動。迪士尼商店由OLC集團旗下Retail Networks接手經營後，就不再相互進行促銷活動。

## 所在地與設施概要
本商店位於JR舞濱站與東京迪士尼樂園的正面入園口之間天橋的中間地帶。
建築物的外觀是以1930年代美國旅行潮時期，旅行者們使用的行李箱及帽子箱為主題。挑高的天花板及深長的店內，也以行李箱內部的配件及旅行用品為主題裝飾。此外還有東京迪士尼樂園、東京迪士尼海洋內遊樂設施圖案的巨型明信片、以及米奇、唐老鴨、高飛等迪士尼角色攀在相機上的造景，營造出旅遊歡愉的氣氛。
店內販售約4,000種東京迪士尼樂園、東京迪士尼海洋等東京迪士尼渡假區專屬商品。此外也有「旅途愉快」專屬限定商品。開幕時也曾經販賣東京迪士尼渡假區內的交通設施迪士尼渡假區線車內的米奇頭部形狀電車內握把（目前已結束販售）。
本店的營業時間為7點30分至23點（營業時間有可能隨樂園營業時間進行調整）。

## 官方網站
- 中文官方網頁 （页面存档备份，存于）
- 日文官方網站 （页面存档备份，存于）

## 資料來源
1. ↑  .   [2010-02-07]. （原始内容存档于2010-02-03）.
2. ↑  OLC GROUP > OLCについて > 東京ディズニーリゾート各施設の概要 > ボン・ヴォヤージュ 的存檔，存档日期2009-11-26.